# Rushmere (Virginie)
Pour les articles homonymes, voir Rushmere.
 (août 2019).
Rushmere est une census-designated place située dans le comté d'Isle of Wight, dans le Commonwealth de Virginie, aux États-Unis. Sa population s’élevait à 1 018 habitants lors du recensement de 2010.

## Source
- (en) Cet article est partiellement ou en totalité issu de l’article de Wikipédia en anglais intitulé « Rushmere, Virginia » (voir la liste des auteurs).